# 沃伦·基洛哈
沃伦·基洛哈（英語：Warren Kealoha，1903年3月3日—1972年9月8日），美国男子游泳运动员，主攻仰泳。他曾代表美国参加1920年和1924年夏季奥林匹克运动会游泳比赛，获得二枚金牌。